# Pavel Smejan
Pavel Jevgenjevtisj Smejan (Russisch: Павел Евгеньевич Смеян) (Moskou, 1957 - Düsseldorf, 10 juli 2009) was een Russisch acteur, muzikant en componist.
Smejan studeerde muziek, met specialisatie saxofoon en was werkzaam in verschillende symfonische orkesten. Zijn eerste nummers verschenen in 1981 op platen van de Rock Atelier band. Later bracht hij als songwriter nog drie albums uit. 
Pavel Smejan dubde, acteerde en speelde muziek voor meer dan 20 films, zoals  Mary Poppins, Goodbye, There's Good Weather in Deribasovskaya en It's Raining Again in Brighton Beach. Hij zong ook in de rockopera's The Star and Death of Joaquin Murrieta, Juno en Avos.
Hij overleed in juli 2009 aan kanker.
- Library of Congress Control Number: no2018073574
- MusicBrainz: ee555f0b-e48f-40eb-8da3-76048f959df7
- Virtual International Authority File: 8439152865756704940001
- WorldCat: E39PBJkXvwwtMJfCkB8X7pDTHC